# Sony Ericsson Open 2010
Sony Ericsson Open 2010 byl tenisový turnaj na profesionálním okruhu mužů ATP World Tour a žen WTA Tour, hraný v Tenisovém centru Crandon Parku na dvorcích s tvrdým povrchem Laykold. Dvácátý šestý ročník Miami Masters probíhal mezi 22. březnem a 4. dubnem 2010 ve floridském ostrovním městě Key Biscayne.
Mužská polovina dotovaná 4 500 00 dolarů se řadila do kategorie ATP World Tour Masters 1000. Ženská část s totožným rozpočtem patřila do kategorie Premier Mandatory. Nejvýše nasazenými singlisty se stali světová jednička Roger Federer ze Švýcarska a třetí tenistka pořadí Světlana Kuzněcovová. Jako poslední přímí účastníci do dvouher nastoupili belgický 85. hráč žebříčku Christophe Rochus a 79. žena klasifikace Tatjana Maleková z Německa.
Dvacátý devátý singlový titul na okruhu ATP Tour vybojoval Američan Andy Roddick. V Miami navázal na vítězství z roku 2004. Třicátou sedmou trofej z dvouhry okruhu WTA Tour získala 26letá Belgičanka Kim Clijstersová a na miamské události rovněž triumfovala podruhé, po ročníku 2005. V mužské čtyřhře zvítězili Čech Lukáš Dlouhý s Indem Leandrem Paesem. V rámci túry ATP si odvezli čtvrtou párovou trofej. Ženský debl ovládly Argentinka Gisela Dulková s Italkou Flavií Pennettaovou, které vyhrály čtvrtý společný turnaj.

## Rozdělení bodů a finančních odměn

### Rozdělení bodů
| Soutěž       | Soutěž      | vítězové | finalisté | semifinalisté | čtvrtfinalisté | 16 v kole | 32 v kole | 64 v kole | 96 v kole | Q  | Q2 | Q1 |
| ------------ | ----------- | -------- | --------- | ------------- | -------------- | --------- | --------- | --------- | --------- | -- | -- | -- |
| dvouhra mužů | [ 1 ] [ 7 ] | 1000     | 600       | 360           | 180            | 90        | 45        | 25        | 10        | 12 | 7  | 0  |
| čtyřhra mužů | [ 8 ]       | 1000     | 600       | 360           | 180            | 90        | 45        | 0         | —         | —  | —  | —  |
| dvouhra žen  | [ 2 ]       | 1000     | 700       | 450           | 250            | 140       | 80        | 50        | 5         | 30 | 20 | 1  |
| čtyřhra žen  | [ 2 ]       | 1000     | 700       | 450           | 250            | 140       | 80        | 5         | —         | —  | —  | —  |

### Finanční odměny
| Soutěž                                  | Soutěž      | vítězové  | finalisté | semifinalisté | čtvrtfinalisté | 16 v kole | 32 v kole | 64 v kole | 96 v kole | Q2      | Q1      |
| --------------------------------------- | ----------- | --------- | --------- | ------------- | -------------- | --------- | --------- | --------- | --------- | ------- | ------- |
| dvouhra mužů                            | [ 1 ] [ 7 ] | 605 500 $ | 295 500 $ | 148 100 $     | 75 500 $       | 39 800 $  | 21 300 $  | 11 500 $  | 7 050 $   | 2 100 $ | 1 075 $ |
| dvouhra žen                             | [ 2 ]       | 700 000 $ | 350 000 $ | 150 500 $     | 64 700 $       | 32 000 $  | 18 740 $  | 11 500 $  | 7 050 $   | 2 100 $ | 1 050 $ |
| čtyřhra mužů                            | [ 8 ]       | 198 400 $ | 96 820 $  | 48 530 $      | 24 730 $       | 13 040 $  | 6 980 $   | —         | —         | —       | —       |
| čtyřhra žen                             | [ 2 ]       | 237 000 $ | 118 500 $ | 51 000 $      | 22 000 $       | 11 500 $  | 4 000 $   | —         | —         | —       | —       |
| částky ve čtyřhrách jsou uvedeny na pár |             |           |           |               |                |           |           |           |           |         |         |

## Mužská dvouhra

### Nasazení
| Hráč                           | Stát               | ATP | Nasazení |
| ------------------------------ | ------------------ | --- | -------- |
| Roger Federer                  | Švýcarsko          | 1.  | 1.       |
| Novak Djoković                 | Srbsko             | 2.  | 2.       |
| Andy Murray                    | Spojené království | 3.  | 3.       |
| Rafael Nadal                   | Španělsko          | 4.  | 4.       |
| Robin Söderling                | Švédsko            | 7.  | 5.       |
| Andy Roddick                   | USA                | 8.  | 6.       |
| Marin Čilić                    | Chorvatsko         | 9.  | 7.       |
| Jo-Wilfried Tsonga             | Francie            | 10. | 8.       |
| Fernando González              | Chile              | 11. | 9.       |
| Fernando Verdasco              | Španělsko          | 12. | 10.      |
| Ivan Ljubičić                  | Chorvatsko         | 13. | 11.      |
| Juan Carlos Ferrero            | Španělsko          | 14. | 12.      |
| Michail Južnyj                 | Rusko              | 15. | 13.      |
| Gaël Monfils                   | Francie            | 16. | 14.      |
| David Ferrer                   | Španělsko          | 17. | 15.      |
| Tomáš Berdych                  | Česko              | 20. | 16.      |
| John Isner                     | USA                | 21. | 17.      |
| Tommy Robredo                  | Španělsko          | 22. | 18.      |
| Stanislas Wawrinka             | Švýcarsko          | 23. | 19.      |
| Gilles Simon                   | Francie            | 24. | 20.      |
| Sam Querrey                    | USA                | 25. | 21.      |
| Juan Mónaco                    | Argentina          | 26. | 22.      |
| Jürgen Melzer                  | Rakousko           | 28. | 23.      |
| Ivo Karlović                   | Chorvatsko         | 29. | 24.      |
| Marcos Baghdatis               | Kypr               | 30. | 25.      |
| Albert Montañés                | Španělsko          | 31. | 26.      |
| Thomaz Bellucci                | Brazílie           | 32. | 27.      |
| Philipp Kohlschreiber          | Německo            | 33. | 28.      |
| Feliciano López                | Španělsko          | 34. | 29.      |
| Viktor Troicki                 | Srbsko             | 35. | 30.      |
| Janko Tipsarević               | Srbsko             | 36. | 31.      |
| Julien Benneteau               | Francie            | 37. | 32.      |
| Nicolás Almagro                | Španělsko          | 38. | 33.      |
| Žebříček ATP k 22. březnu 2010 |                    |     |          |

### Jiné formy účasti
Následující hráčí obdrželi divokou kartu do hlavní soutěže:
- Mario Ančić
- Ryan Harrison
- Filip Krajinović
- Carlos Moyà
- David Nalbandian

Následující hráči postoupili z kvalifikace:
- Kevin Anderson
- Santiago Giraldo
- Andrej Golubjev
- Marsel İlhan
- Denis Istomin
- Lu Jan-sun
- Xavier Malisse
- Illja Marčenko
- Nicolás Massú
- Ricardo Mello
- Rainer Schüttler
- Ryan Sweeting

Následující hráči postoupili z kvalifikace jako šťastní poražení:
- Marcos Daniel
- Nicolás Lapentti

### Odhlášení
- José Acasuso
- Nikolaj Davyděnko (poranění zápěstí)
- Juan Martín del Potro (poranění zápěstí)
- Tommy Haas (poranění kyčle)
- Lleyton Hewitt (poranění kyčle)
- Gaël Monfils (poranění zápěstí)
- Carlos Moyà (poranění hlezna)
- Radek Štěpánek[1]

## Mužská čtyřhra

### Nasazení
| Stát                                                                                    | Hráč                | Stát      | Hráč             | ATP | Nasazení |
| --------------------------------------------------------------------------------------- | ------------------- | --------- | ---------------- | --- | -------- |
| Kanada                                                                                  | Daniel Nestor       | Srbsko    | Nenad Zimonjić   | 2.  | 1.       |
| USA                                                                                     | Bob Bryan           | USA       | Mike Bryan       | 6.  | 2.       |
| Česko                                                                                   | Lukáš Dlouhý        | Indie     | Leander Paes     | 11. | 3.       |
| Indie                                                                                   | Maheš Bhúpatí       | Bělorusko | Max Mirnyj       | 22. | 4.       |
| Polsko                                                                                  | Łukasz Kubot        | Rakousko  | Oliver Marach    | 27. | 5.       |
| Švédsko                                                                                 | Simon Aspelin       | Austrálie | Paul Hanley      | 29. | 6.       |
| Česko                                                                                   | František Čermák    | Slovensko | Michal Mertiňák  | 33. | 7.       |
| Polsko                                                                                  | Mariusz Fyrstenberg | Polsko    | Marcin Matkowski | 39. | 8.       |
| Žebříček ATP k 22. březnu 2010; číslo je součtem žebříčkového postavení obou členů páru |                     |           |                  |     |          |

## Ženská dvouhra

### Nasazení
| Hráčka                         | Stát      | WTA | Nasazení |
| ------------------------------ | --------- | --- | -------- |
| Světlana Kuzněcovová           | Rusko     | 3.  | 1.       |
| Caroline Wozniacká             | Dánsko    | 4.  | 2.       |
| Venus Williamsová              | USA       | 5.  | 3.       |
| Viktoria Azarenková            | Bělorusko | 6.  | 4.       |
| Jelena Dementěvová             | Rusko     | 7.  | 5.       |
| Agnieszka Radwańská            | Polsko    | 8.  | 6.       |
| Jelena Jankovićová             | Srbsko    | 9.  | 7.       |
| Li Na                          | Čína      | 10. | 8.       |
| Samantha Stosurová             | Austrálie | 11. | 9.       |
| Flavia Pennettaová             | Itálie    | 12. | 10.      |
| Věra Zvonarevová               | Rusko     | 14. | 11.      |
| Yanina Wickmayerová            | Belgie    | 15. | 12.      |
| Marion Bartoliová              | Francie   | 16. | 13.      |
| Kim Clijstersová               | Belgie    | 17. | 14.      |
| Francesca Schiavoneová         | Itálie    | 18. | 15.      |
| Naděžda Petrovová              | Rusko     | 19. | 16.      |
| Šachar Pe'erová                | Izrael    | 20. | 17.      |
| Aravane Rezaïová               | Francie   | 21. | 18.      |
| Daniela Hantuchová             | Slovensko | 22. | 19.      |
| Čeng Ťie                       | Čína      | 23. | 20.      |
| Aljona Bondarenková            | Ukrajina  | 24. | 21.      |
| Anastasija Pavljučenkovová     | Rusko     | 25. | 22.      |
| Sabine Lisická                 | Německo   | 26. | 23.      |
| Alisa Klejbanovová             | Rusko     | 27. | 24.      |
| Ana Ivanovićová                | Srbsko    | 28. | 25.      |
| Dominika Cibulková             | Slovensko | 29. | 26.      |
| Ágnes Szávayová                | Maďarsko  | 30. | 27.      |
| Jelena Vesninová               | Rusko     | 31. | 28.      |
| María José Martínez Sánchezová | Španělsko | 33. | 29.      |
| Anabel Medina Garriguesová     | Španělsko | 34. | 30.      |
| Aleksandra Wozniaková          | Kanada    | 35. | 31.      |
| Maria Kirilenková              | Rusko     | 36. | 32.      |
| Žebříček WTA k 8. březnu 2010  |           |     |          |

### Jiné formy účasti
Následující hráčky obdržely divokou kartu do hlavní soutěže:
- Justine Heninová
- Michelle Larcherová de Britová
- Petra Martićová
- Alicia Moliková
- Anastasija Pivovarovová
- Arantxa Rusová
- Ajla Tomljanovićová
- Heather Watsonová

Následující hráčky postoupily z kvalifikace:
- Sofia Arvidssonová
- Elena Baltachová
- Casey Dellacquová
- Maria Korytcevová
- Michaëlla Krajiceková
- Regina Kulikovová
- Varvara Lepčenková
- Bethanie Matteková-Sandsová
- Ajumi Moritová
- Pauline Parmentierová
- Cvetana Pironkovová
- Anastasia Rodionovová

### Odhlášení
před zahájením turnaje
- Kateryna Bondarenková (poranění kolene)
- Anna-Lena Grönefeldová
- Sania Mirzaová
- Urszula Radwańská
- Dinara Safinová (poranění zad)
- Maria Šarapovová (poranění lokte)
- Serena Williamsová (poranění kolene)[2]

## Ženská čtyřhra

### Nasazení
| Stát                                                                                    | Hráčka                    | Stát             | Hráčka                         | WTA | Nasazení |
| --------------------------------------------------------------------------------------- | ------------------------- | ---------------- | ------------------------------ | --- | -------- |
| Zimbabwe                                                                                | Cara Blacková             | USA              | Liezel Huberová                | 2.  | 1.       |
| Španělsko                                                                               | Nuria Llagostera Vivesová | Španělsko        | María José Martínez Sánchezová | 11. | 2.       |
| Rusko                                                                                   | Naďa Petrovová            | Austrálie        | Samantha Stosurová             | 20. | 3.       |
| USA                                                                                     | Lisa Raymondová           | Austrálie        | Rennae Stubbsová               | 21. | 4.       |
| Rusko                                                                                   | Alisa Klejbanovová        | Itálie           | Francesca Schiavoneová         | 35. | 5.       |
| USA                                                                                     | Bethanie Mattek-Sandsová  | Čína             | Jen C’                         | 36. | 6.       |
| Čínská Tchaj-pej                                                                        | Čuang Ťia-žung            | Čínská Tchaj-pej | Sie Šu-wej                     | 37. | 7.       |
| Rusko                                                                                   | Jekatěrina Makarovová     | Čína             | Pcheng Šuaj                    | 38. | 8.       |
| Žebříček WTA k 8. březnu 2010; číslo je součtem žebříčkového postavení obou členek páru |                           |                  |                                |     |          |

## Přehled finále

### Mužská dvouhra
- Andy Roddick vs.  Tomáš Berdych, 7−5, 6−4

### Ženská dvouhra
- Kim Clijstersová vs.  Venus Williamsová, 6−2, 6−1

### Mužská čtyřhra
- Lukáš Dlouhý /  Leander Paes vs.  Maheš Bhúpatí /  Max Mirnyj, 6–2, 7–5

### Ženská čtyřhra
- Gisela Dulková /  Flavia Pennettaová vs.  Naděžda Petrovová /  Samantha Stosurová, 6–3, 4–6, [10–7]